# Boehmeria burgeriana
Boehmeria burgeriana là loài thực vật có hoa trong họ Tầm ma. Loài này được Wilmot-Dear, Friis & Kravtsova mô tả khoa học đầu tiên năm 2003.